# Distretto di Lamae
Il distretto di Lamae (in thailandese: ละแม) è un distretto (amphoe) della Thailandia, situato nella provincia di Chumphon.